# 古寨瑶族乡
古寨瑶族乡是中华人民共和国广西壮族自治区南宁市马山县下辖的一个民族乡。位于马山县东部，乡政府驻地距县城23公里，东部与加方乡毗邻，南部与古零镇接壤，西部与合群乡相连，北部与里当乡相邻。全乡总面积为133平方公里，其中耕地面积17480亩，水田100亩，其余均为旱地，是典型的“九分石头一分地”的大石山区乡。

## 自然地理
全乡地貌为喀斯特峰丛峰林区，境内石山林立，最高峰是加善村加捐山，海拔844.9米。封山育林18.5万亩，全乡竹子种植21500亩，森林覆盖率达到80%。

## 行政区划
古寨瑶族乡下辖以下村级行政区划单位：
古寨村、本立村、民兴村、民乐村、古棠村、古今村、加善村、加显村和龙林村。